# Campeonato de Francia de Rugby 15 1933-34
El Campeonato de Francia de Rugby 15 1933-34 fue la 38.ª edición del Campeonato francés de rugby, la principal competencia del rugby galo.
El campeón del torneo fue el equipo de Bayonne quienes obtuvieron su segundo campeonato.

## Desarrollo

### Segunda Fase
| Equipo          | Puntos   |
| --------------- | -------- |
| Toulon          | 6 puntos |
| Lyon OU         | 3 puntos |
| Bordeaux Begles | 3 puntos |

| Equipo    | Puntos   |
| --------- | -------- |
| Narbonne  | 4 puntos |
| Pau       | 4 puntos |
| Perpignan | 4 puntos |

| Equipo         | Puntos   |
| -------------- | -------- |
| Bayonne        | 5 puntos |
| Toulouse       | 4 puntos |
| Stade Français | 3 puntos |

| Equipo      | Puntos   |
| ----------- | -------- |
| Biarritz    | 6 puntos |
| Montferrand | 4 puntos |
| CS Vienne   | 2 puntos |

### Semifinal
| mayo de 1934 | Bayonne | 12 - 6 | Toulon |  |  |

| mayo de 1934 | Biarritz | 6 - 3 | Narbonne |  |  |

### Final
| 13 de mayo de 1934 | Bayonne | 13 - 8  | Biarritz | Stade des Ponts Jumeaux, Toulouse |  |
|                    |         | Reporte |          |                                   |  |

| Bandera de Francia |
| Campeón Bayonne    |
| Segundo título     |